# Bobrowniki Małe (Białoruś)
Bobrowniki Małe (biał. Малыя Баброўнікі; ros. Малые Бобровники) – wieś na Białorusi, w obwodzie grodzieńskim, w rejonie świsłockim, w sielsowiecie Werdomicze.
W dwudziestoleciu międzywojennym leżały w Polsce, w województwie białostockim, w powiecie wołkowyskim, do 30 grudnia 1922 w gminie Święcica, następnie w gminie Porozów.
Zobacz też: Bobrowniki Wielkie (Białoruś)